# マルス96
マルス96（ロシア語: Марс-96）はロシア宇宙軍による失敗に終わった火星探査計画。マルス計画同様にマルスの名前がつけられているが直接の関係はない。4段目ロケット機構の2度目の点火に失敗し、4段目ごと本体も地球大気圏に再突入し、チリ、ボリビア上空を通って太平洋に落下した。マルス96は1988年に打上げられたフォボス計画の2機の探査機を基にしている。これらの探査機は当時の新しい設計であったが、両方共に結局失敗に終わっていた。設計者はマルス96計画にむけてフォボス計画の欠陥の修正が出来たと信じていたが、結局打上げ失敗によって修正の意義が証明されることはなかった。
しかしながらこの計画では火星への探査機投入だけでなく、火星表面の地上局設置と衝突貫入体による実験も盛り込まれており、非常に野心的な惑星探査機打ち上げ計画であった。また、フランス、ドイツを始めとする欧州諸国やアメリカより協力を受けて各国の計器が乗せられていた。マルス96の失敗によってこれらの計器は打上げられなかったため、同様の計器が2003年にマーズ・エクスプレスで打上げられている。

## 科学的目標
マルス96は火星の理解に関わるいくつかの問題解明を目的としていた。ミッションの科学的目標は火星の表面・大気・内部構造など火星の変化の歴史の分析であった。航行中には天体物理学研究など他の研究も行われる予定であった。これらはいくつかのカテゴリーに分けることが出来る。
地表の研究では火星全球の地形観測や鉱物マッピング、土壌組成、および両極地域とその深層構造研究などが行われる予定であった。
大気の研究では火星の気候研究、特定元素の存在度、イオンの傾向、水・二酸化炭素・オゾンなどの化学物質の存在、全球観測、時間による気圧変動、エアロゾルの特徴などが行われる予定であった。
内部構造の研究では地殻の厚さの調査、火星の磁場の研究、熱流速研究、活火山の可能性の調査、地震活動の研究などが行われる予定であった。
プラズマ研究では磁場強度と向きの研究、惑星間航行中および火星近郊でのプラズマのイオンとエネルギー構成の研究、磁気圏とその境界の研究が行われる予定であった。
天体物理学研究は火星への航行時期に予定されており、宇宙ガンマ線バーストの研究と太陽やたの構成の変動の研究が行われる予定であった。

## 設計

### 衛星

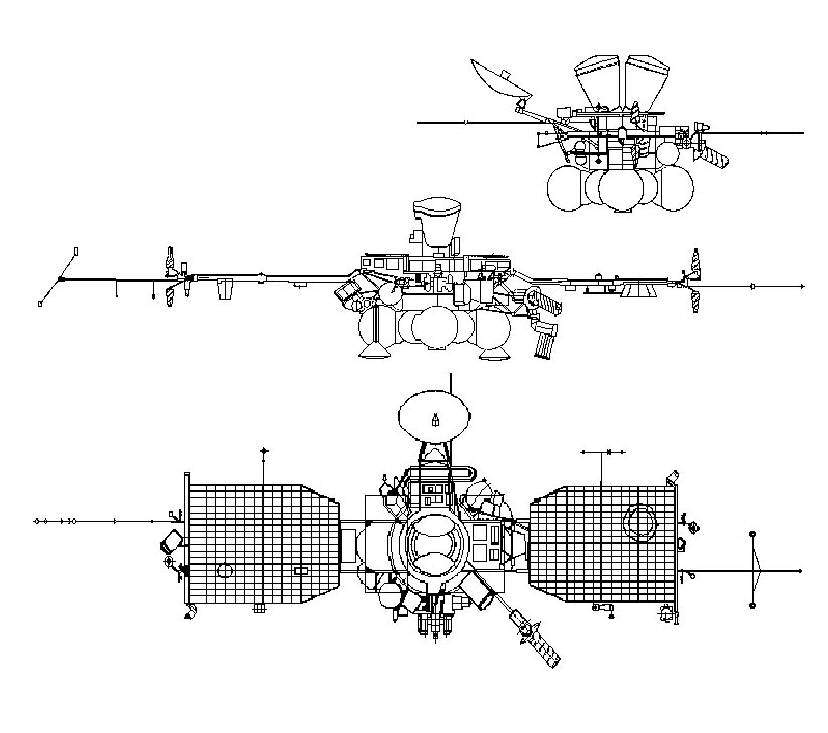
マルスの図

マルス96の軌道周回衛星は3軸日星安定機構を持っており、これはフォボス計画の両衛星を基礎としていた。展開型高利得アンテナと中利得アンテナを持っており、両サイドに大型ソーラーパネルが取付けられていた。また、火星周回軌道に投入後、投棄可能な推進ユニットを持っていた。2台の地上局は宇宙機上部に付けられており、2台のペネトレイターは推進部分に取付けられていた。また、中央インターフェイス、マイクロプロセッサ、メモリシステムからなるMORIONシステムが搭載されていた。衛星部分は燃料を入れて合計重量が6180 kgで、最小重量が3159 kgであった。

### 火星地上局

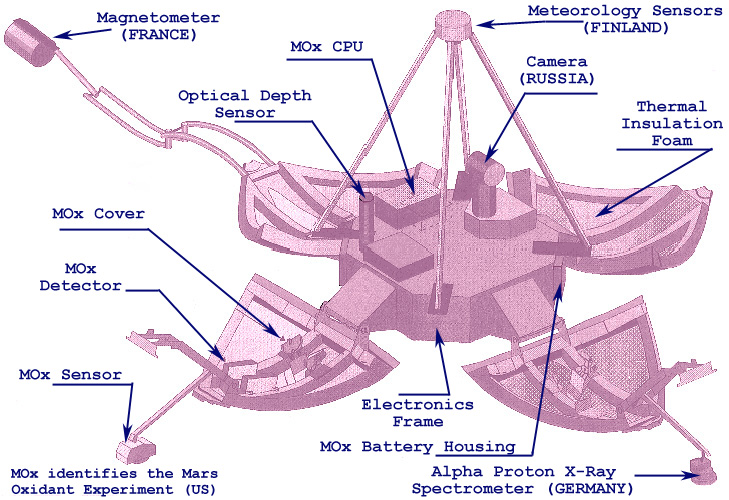
火星地上局の展開後の計画図

それぞれの地上局は直径1 m、高さ1 mのエアロシェルの中にあり、それぞれがステーション運用操作のためにステーションデータ処理ユニット（SDPI）を持っており、送信機とデータ転送のための受信機からなる通信ユニット、2台の放射性同位体熱電気転換器からなる電力供給装置と電池、電池充電操作のための装置などが組込まれていた。また、将来の有人火星探査を行う人々への贈り物として、火星開発を触発したSF作品・音楽・芸術作品などのこめられたCDが詰まれていた。それぞれの火星地上局の期待寿命は1年であった。

### ペネトレータ

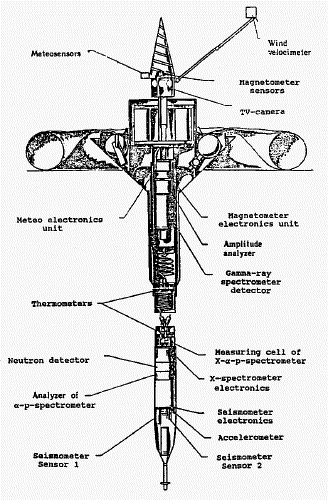
ペネトレータの図

それぞれのペネトレータは前部と後部で大きく構造が違った。火星表面に衝突貫入する前部は切り離して火星表面の5mから6mの位置まで貫入できるように設計されており、後部は地上に残り前部の機器とワイヤで繋がる構造になっていた。前部は雑務装置と分析装置の一部が詰まれており、後部には残りの分析装置と通信装置が含まれており、後部が本体となっていた。それぞれのペネトレータが放射性同位体熱電気転換器と電池から電力を供給され、期待寿命は1年であった。

## 装置

### 衛星
ARGUS
プラットフォームの1つ。ARGUSは2台のTVカメラとマッピング分光計から構成された。また、独自のマルチプロセッサ制御システムとナビゲーション用カメラ1個、1.5GBメモリのデータ取得システム、温度コントロールシステム、飛行中の測定システムなどが積まれていた。どの軸でも高精度に取り付けられた装置をポイントするように設計された
PAIS
プラットフォームの1つ。SPICAM、EVRIS、PHOTONなどの装置の台やポイントとして設計された
HRSC
高解像度立体TVカメラ（HRSC）。詳細な地形研究や周辺の明るさ、雲の構造、明暗境界の特徴などの大気研究が可能なように設計された。ARGUSに乗せられたカメラの1つであり、設計はマーズ・エクスプレスのHRSCカメラに引き継がれている。
WAOSS
広角立体TVカメラ（WAOSS）。火星の長期広域モニターが可能で、雲の移動、砂嵐による表面の変遷、その他の地表や大気の長期的観測による研究のために設計された。ARGUSプラットフォームに乗せられていた。
OMEGA
可視光・赤外線マッピングスペクトロメータ。火成岩・成層岩・土壌・霜・氷などによって構成される火星地表構造の地図化のために設計され、また主なガスや固体の大気成分のマッピングにも利用が考えられていた。ARGUSプラットフォームに乗せられていた。
PFS
惑星フーリエ分光計（Planetary Fourier Spectrometer）。地表と大気の専門的研究のために設計された。大気研究には3次元での温度、気圧の測定、風の全球マッピング、水分と一酸化炭素の時間、空間的な変動調査と光学的な深度、位相関数、粒度分布、エアロゾルの化学組成などが含まれており、地表研究には温度、土壌の熱物性、地表の鉱物組成、地表での縮合物、高度計などが含まれていた。
TERMOSCAN
マッピング放射計。土壌の熱慣性の観測、温度の季節ダイナミクスの昼間監視、異常発熱体探索、大気温度研究のために設計された。
SVET
高解像度マッピングスペクトロメータ。特定の岩石の吸収帯での分光測光による特定の岩石分布や構造の測定、エアロゾルの特徴の研究、TERMOSCANデータのMORIONシステムと互換性のあるデジタル形式への転換のために設計された
SPICAM
マルチチャンネル光学スペクトロメータ。目的は中 - 低層の大気でのオゾン、水蒸気・一酸化炭素・エアロゾルの鉛直分布発見と温度測定、電離層や水蒸気の世界的な分布の診断、大気密度モデルの構築などであった。PAISプラットフォームに積まれていた。
UVS-M
紫外線分光光度計。上層大気での水素、ヘリウム、酸素などの分布の発見、大気中の重水素の量の測定、大気の高高度プロファイルの作成、惑星間での中性成分の発見などを目的としていた。
LWR
長波レーダー（Long-Wave Radar）。GRUNTとPLASMA実験で利用される予定であった。GRUNTの目的は火星氷圏の表面直下の研究、氷賦存岩の発生する深さの決定、それらの地理的分布、土壌の絶縁パラメータ評価などであった。PLASMAの目標は火星大気と太陽風の相互関係ダイナミクス研究のための上層電離層での電子数密度の高度プロファイルのグローバル分布調査であった。
PHOTON（or FOTON）
ガンマスペクトロメータ。高い空間分解能と高い精度で岩石の元素構成の地図化を行い、自然放射性元素と基本的な岩石を構成する元素の存在量を測定することが目的であった。PAISプラットフォームに乗せられていた。
NEUTRON-S
中性子スペクトロメーター（Neutron Spectrometer）。火星表層部の地面の水分含有量の調査ために設計された。
MAK
4重質量分光計。上層大気と電離圏の構成の測定、大気イオンと中性成分の高度プロファイル、同位体比の測定と更新、大気圏と電離圏の季節と1日での変化測定のために設計された
ASPERA
エネルギー質量イオンスペクトログラフと中性粒子撮像素子。プラズマと中性成分の相互作用を測定するために設計された
FONEMA
高速全方位非走査イオンエネルギー質量分析器（Fast Omnidirectional Non-Scanning Ion Energy-Mass Analyzer）。高時間分解能を持つ熱イオン種の三次元分布関数の測定値によって火星近傍でのプラズマの原因、微細構造、ダイナミクスなどの調査のために設計された。
DYMIO
無指向性電離層質量分析器（Omnidirectional Ionospheric Mass Spectrometer）。電離層のダイナミクスや電離圏と太陽風の相互作用の調査のために設計された。
MARIPROB
電離圏プラズマ分析計（Ionospheric Plasma Spectrometer）。火星の電離層や磁気圏での低温プラズマ滞留の測定のために設計された。
MAREMF
静電分析器と磁力計（Electrostatic Analyzer and Magnetometer）。磁場ベクトルと火星磁場と太陽風によるプラズマ環境下での電子やイオンの3D分布測定値を得るために設計されている。
ELISMA
太陽風と火星のプラズマ環境の相互作用の測定、電離圏と磁気圏の不安定性の確認、砂嵐や雷によって発生する大気の波の研究、プラズマ滞留の全球マッピング、高度300 kmまでの熱プラズマ密度と温度の分布の観測、上層大気と下層の電離層の間の関係の監視などを目的として設計された
SLED
低エネルギー荷電粒子スペクトロメータ。火星環境での高エネルギー粒子放射の詳しい研究や惑星間飛行中の低エネルギー宇宙線モニターのために設計された。
PGS
精密ガンマスペクトロメータ。火星表面、強力な太陽放射、ガンマバーストなどのガンマ放射の測定設計された
LILAS-2
宇宙・太陽ガンマ線の研究目的の装置。ガンマ線バースト現の局在化を高精度での発見、スペクトルの低エネルギー吸収作用特徴の分析、ガンマ線バーストの減衰ステージでの熱放射研究などを行う予定であった。
EVRIS
恒星変動調査装置。脈動、回転、恒星の内部構造などの調査に加え、これらの変化を含めた微変化性の測光測定などを目的として設計された。PAISプラットフォームに積まれていた
SOYA
太陽変動光度計（Solar Oscillation Photometer）太陽内部構造研究のために設計された。
RADIUS-M
放射線 / 線量計コントロール複合体。惑星間航行中や火星均衡での放射線や惑星間での荷電粒子の波及の研究、宇宙機の放射線量予測、宇宙機のオンボード線量計操作、小天体衝突の危険性の見積もりのために設計された

### 火星地上局
MIS
気象計器システム（Meteorology Instrument System）。温度センサー、圧力センサー、湿度センサー、直接日光と散乱日光の強度比較用の光学深度センサー、直接イオン電流や大気イオンに使われるイオン風速計がついていた。
DPI
降下フェイズ装置（Descent Phase Instrument）。加速度計と温度センサーがついていた。
ALPHA
αプロトンX線分光計。火星土壌の元素組成を測定するために設計された
OPTIMISM
磁力計・地震計・傾斜計・電子装置を含んでいた
DesCam
降下フェイズカメラ（Descent Phase Camera）。パラシュート降下の際の画像収集のために設計された。
PanCam
パノラマカメラ（Panoramic Camera）。TVパノラマによる地上局周辺の様子の撮影のために設計された。
MOx
火星酸化実験（Mars Oxidant Experiment）。火星の地面と大気の酸化作用物質の存在研究のために設計された。
MAPEx
マイクロエレクトロニクスとフォトニクス実験のためのプラスチック・シリコンの放射能記録。CDレーベルの上に置かれていた。

### ペネトレータ
TVS TV-camera
周辺の地上環境のパノラマイメージ撮影と火山活動などの地上活動の可能性の探査のために設計された。
MECOM METEO SET
地表の気象パラメータの現地実測のために設計された。
PEGAS GAMMA-spectrometer火星表面の岩石の元素組成を測定するために設計された。
ANGSTREM X-RAY spectrometer
地下の岩石の元素組成を測定する設計された。
ALPHA ALPHA-P spectrometer
岩石の化学組成研究のために設計された。
NEUTRON NEUTRON-P spectrometer
岩石の密度と湿り気を測定する設計された。
GRUNT accelerometer
抵抗力と抵抗時間、速度特性と速度時間、貫いた特性と深さより機械的特製を調べるために設計された
TERMOZOND
熱を作り岩石の表層の物理的研究を行うために設計された。
KAMERTON seismometer
火星地殻構造研究用に設計された。
IMAP-6 magnetometer
固有磁場と岩石の磁気特性研究のために設計された。

## 想定されていた運用計画
マルス96はフォボス計画の探査機も打上げた4段ロケット、プロトン8K82K / 11S824Fで11月16日に打上げを予定していた。4段目はブロックD-2と呼ばれ、衛星待機軌道への投入時に一度点火し、その後火星への軌道に投入するために再点火される予定であった。4段目を使用し終わると衛星は分離され、アンテナを展開し、衛星付属推進ユニットが使用される予定であった。その後推進太陽電池とPAIS科学プラットフォームを展開する予定であった。
火星までの航行は10か月程度が見積もられ、決定までに2回コース修正が行われた。天体物理学研究は航行中にも行われる予定であり、火星到着は1997年9月12日に見積もられた。
到着の4 - 5日前に、北半球の2箇所の別の場所に着陸させるために両方の火星地上局を投下する予定であった。投下後、マルス96には軌道投入準備として軌道を偏向する操作が行われる。適切な時間に、推進ユニットのメインエンジンを進行方向に向け、その状態で点火し速度を低下させ火星周回軌道に投入する。当初の軌道は近点が500 kmで遠点が52,000 km程度であり、軌道周期は43時間程度が見積もられた。
一方で降下する両地上局は火星表面へ軟着陸する。両方の着陸方法は同一で、これらの地上局は空気抵抗で減速を始め、19.1 kmの高度でパラシュートを展開、18.3 kmの高度でヒートシールドを　分離し、17.9 kmの位置でエアバッグを膨らませ始める。着陸時はパラシュートを切り離しエアバッグをクッションにして地上へ落とされる。エアバッグは役割を終えると地上局を分離して露出させる。その後4枚のペタルを展開し、地上局は上空を飛行するオービターに向けて信号を送るという段取りであった。
火星軌道到達後の衛星部分最初の任務は着陸が確認された火星表面の送信局信号を受信することであった。ペネトレーターの発射は火星周回軌道投入後7日後から28日後までに行われる予定だった。衛星の主要科学フェイズはペネトレーターの投入が終わり、推進ユニットが放棄された後に開始される予定であった。
2機のペネトレータ投下は同時に行われ、衛星からの分離に続いて、安定のためのペネトレータ回転が始まり、落下のために液体燃料ロケットで速度が低下させられる。20 - 22時間後、ペネトレータは火星大気へ達しブレーキ装置が展開される。衝突時には前部が分離され、後部に比べ火星表面の深い位置まで突き刺さる。その後、着陸確認のために衛星との通信セッションを行う。
月軌道投入し、ペネトレーターが投下されておおよそ1か月後、衛星部からLWR装置とARGUSプラットフォーム展開に邪魔となる推進ユニットを分離し、放棄する。衛星は計画では1年間運用される計画であった。推進ユニット分離後は、オービターは軌道維持用の低出力スラスターシステムを利用する。名目上の観測期間の間、ダイモスへの近接飛行が可能であったが、フォボスへの近接飛行は不可能であった。ミッション延長が認められれば、2 - 3か月間の空力制動が維持出来、軌道周期は9時間程度になる予定であった。

## ミッション失敗と放射性物質の行方

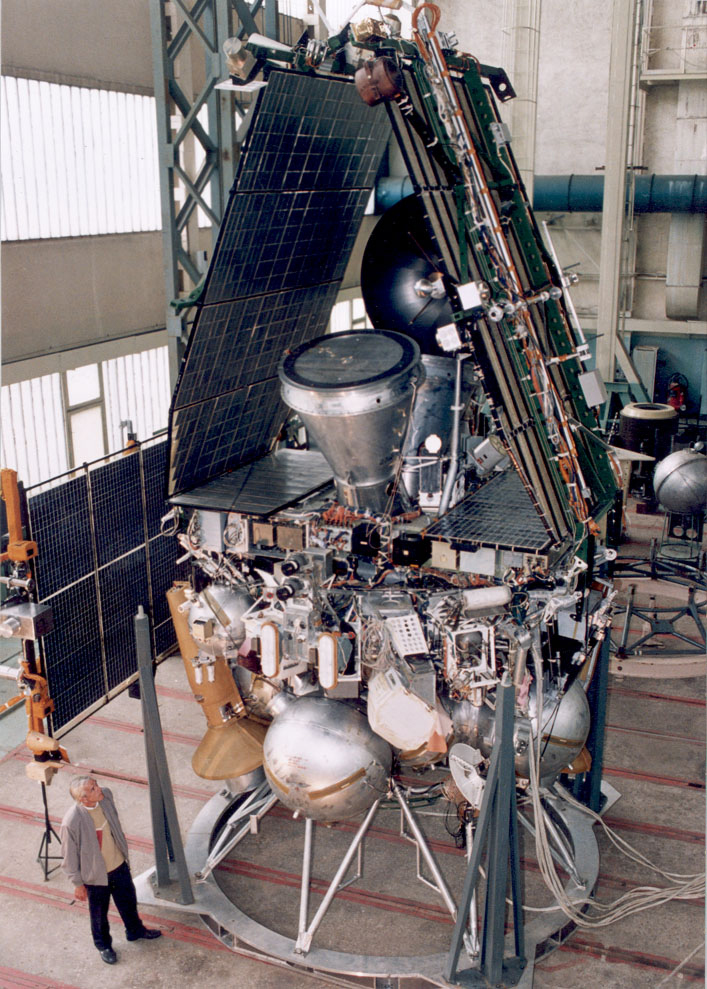

プロトンロケットは1996年11月16日20:48:53に打上げられ、衛星待機軌道までの打上げを成功裏に終えたが、計画されていた4段目ロケットブロックD-2の2度目の点火に失敗し、打上げが成功しなかった。宇宙機を分離し、エンジンは自爆を行おうとしたが不幸なことに4段目は爆破出来ず、宇宙機は地上へ落下することとなった。4段目とマルス96は共に太平洋上へと落下したが、アメリカとロシアの資料によってタイムラインに差異がある。
事故原因の究明のために調査委員会が立ち上げられたが、マルス96打上げ失敗原因がブロックD-2に由来するものかマルス96自体に由来するのか判断することが出来なかった。失敗はロシアの地上局の視認範囲外で実施されたブロックD-2の2度目の点火時に起こっており、打ち上げ失敗原因を特定するのに必要なテレメトリデータが不足していたため調査委員会は終了した。
元々、マルス96の部品は大気で燃え尽き、破片も太平洋へ墜落したと考えられていた。しかしながら、1997年3月アメリカ宇宙軍はマルス96の再突入路想定設計ミスを認めた。コロラドスプリングスにあるアメリカ宇宙軍の報道担当長官Stephen Boylan少佐は「我々は再突入後の数週に渡って、メディアを通じて多数の再突入の目撃者を確認している」とし、「更なる分析によれば、実際は地上へ衝突したと考えることが妥当である」とする。マルス96はチリのイキケ東部32 kmの位置を中心とする南西から北東にかけての長径320 km、短径80 kmの楕円の地域のどこかへ落下したと考えられる。
マルス96には火星大気へ突入するために設計された地上局2基とペネトレータ2基の計4個の部品が搭載されており、これらは原子力電池用に合計200グラムのプルトニウム238を積んでいた。また、これらの降下装置は地球大気への突入時も非破壊で残余可能であった。特に2基のペネトレータは大地との衝突でも安易に破壊されない設計となっていた。しかしながら、ロシアは回収の努力を行っておらず、マルス96やブロックD-2などの破片は見つかっておらず、現在までこれらの放射性物質は回収されていない。

## マルス96以降のミッション
マルス96以降、ESAがマルス96の技術を元として計画したマーズ・エクスプレスは打上げに成功し、火星探査を行っている。また、ネットランダー、MetNetなどが計画されていたが、ネットランダーは中止され、メットネットは打上げが延期されている。
マルス96からの機器のいくつかはマルス500実験で使用されている。

## 註
1. 1 2 3  James Oberg (1999年3月6日). “The probe that fell to Earth”.   New Scientist. 2009年8月18日時点のオリジナルよりアーカイブ。2009年9月9日閲覧。
2. 1 2  Igor Lissov, with comments from Jim Oberg (1996年9月19日). “What Really Happened With Mars-96?”.   Federation of American Scientists (www.fas.org). 2009年9月9日閲覧。
3. ↑  Mars 96 Failure - Timeline from launch to re-entry
4. ↑  http://imbp-mars500.livejournal.com/25671.html

- Likin, V., et al., Harri, A.-M., Lipatov, A., et al., A sophisticated lander for scientific exploration of Mars: scientific objectives and implementation of the Mars-96 Small Station, Planetary and Space Science, 46, 717-737, 1998.